# Areito
«Areito» — кубинский лейбл звукозаписи, является суббрендом кубинской фирмы грамзаписи «Egrem Records».
После кубинской революции известный кубинский лейбл «Panart» был национализирован, и его студии звукозаписи перешли к компании «Egrem» и его сублейблу «Areito». Фирма занималась продвижением на мировой рынок звукозаписи кубинских музыкантов.

В качестве примера кубинской виниловой продукции от лейбла «Areito» в период 1970-х — 1990-х гг. можно привести такие пластинки: 
- Leonardo Timor Orquesta – Instrumental (LPA1033, Areito)
- Senan Suarez Y Su Combo (LDA3368, Areito)
- Los Papines[1] – Homenaje A Mis Colegas / Si Lo Adivinas Te Doy Un Real (7644, Areito)
- Celina Gonzalez – Yo Soy El Punto Cubano (LD-4075, Areito)

## Некоторые исполнители, записывавшиеся на лейбле
- Мигель Чавес
- Leo Brouwer
- Celina Gonzalez
- Benny Moré
- Vicente Rojas